# Meta Golding
Pour les articles homonymes, voir Golding.
Meta Golding, née le 2 novembre 1971 à Port-au-Prince en Haïti, est une actrice américaine d'origine haitienne.

## Biographie
Meta Golding a vécu dans de nombreux pays, dont l'Inde, Haïti, l'Italie et la France. Elle se lance en Italie dans le patinage artistique et participe à des concours nationaux, mais une blessure met rapidement fin à sa carrière. Dès lors, Meta Golding commence à jouer au théâtre, avec de nombreux rôles dans des pièces italiennes. Après ça, elle retourne aux États-Unis pour étudier à l’université Cornell, dont elle sort diplômée en arts de la scène ainsi qu’en relations internationales. Elle réside actuellement à Los Angeles (Californie). Elle passe la plupart de son temps dans un orphelinat à Tijuana, au Mexique.
Meta Golding parle couramment l'anglais, le créole haïtien, le français et l'italien.

## Filmographie

### Télévision

#### Séries télévisées
- 1983 - 1995 : Amoureusement vôtre : Brianna Hawkins (5 épisodes)
- 1996 : Malcolm & Eddie (2 épisodes)
- 1996 : Les Frères Wayans : Gina (1 épisode)
- 1998 : Spécial OPS Force : Halle (1 épisode)
- 2001 : Ally McBeal : Sylvie Stiles (1 épisode)
- 2000 : Washington Police (2 épisodes)
- 2001 : Preuve à l'appui : Dr Candace McIntyre (1 épisode)
- 2001 - 2012 : Les Experts : Tina Brewster / Rachel (5 épisodes)
- 2002 : Division d'élite : Alison 'Sunny' Beers (1 épisode)
- 2004 : Cold Case : Affaires classées : Sadie Douglas en 1939 (1 épisode)
- 2005 : JAG : Tali Mayfield (3 épisodes)
- 2005 : Réunion : Destins brisés : Ella (1 épisode)
- 2006 : Dernier recours : Lucinda Bates (1 épisode)
- 2006 - 2007 : Day Break : Jennifer Mathis (13 épisodes)
- 2007 : Dr House : Robin (1 épisode)
- 2008 : Eli Stone : Carly Turk (2 épisodes)
- 2008 - 2009 : Esprits criminels : Jordan Todd (8 épisodes)
- 2009 : Lie to Me : Raven (1 épisode)
- 2009 - 2010 : Dark Blue : Unité infiltrée : Melissa Curtis (10 épisodes)
- 2010 : Miami Medical : Dr Anne Reed (1 épisode)
- 2010 : Burn Notice : Selina (1 épisode)
- 2013 : The Tomorrow People : Darcy Nichols (5 épisodes)
- 2015 : Les Mystères de Laura : agent spécial Barrington (1 épisode)
- 2017 : Colony : Noa (3 épisodes)
- 2018 - 2020 : Empire : Teri (31 épisodes)
- 2023 : Rabbit Hole : Hailey Winton (8 épisodes)
- 2025 : Nouvelle vie à Ransom Canyon (Ransom Canyon) : Paula Jo

### Cinéma
- 1995 : Conversations
- 1997 : Quiet Days in Hollywood
- 1997 : Le Collectionneur (VO : Kiss the Girls)
- 1998 : Louis and Frank
- 2000 : On Edge
- 2009 : Clones  (VO : Surrogates)
- 2011 : The Carrier : Brenda
- 2011 : The Chicago 8 : Leslie Seale
- 2012 : Chrysalis : Abigail
- 2012 : Shadow Witness : Dina Saunders
- 2013 : Hunger Games : L'Embrasement de Francis Lawrence : Enobaria
- 2015 : Hunger Games : La Révolte, partie 2 de Francis Lawrence : Enobaria

## Théâtre[4]
- Cider House Rules
- Mark Taper Forum
- Hollywood Hellhouse
- Steve Allen Theatre
- Immoral Incidents
- NY Performance Alliance
- Cast a Spell
- Here Theatre